# ゲンロク
『ゲンロク』（Genroq ）は、日本の自動車雑誌である。
三栄書房（東京都新宿区）が1986年に創刊した月刊雑誌であり、主にスーパーカーや、その他の輸入車に関する話題や情報を取り扱う。発売日は毎月26日であり、一冊定価は780円（2010年3月現在）。想定されている読者層は、上級志向の20～30歳代であるという。